# Projeto Uerê
O Projeto Uerê é uma organização não governamental sediada na cidade do Rio de Janeiro, no estado de mesmo nome, no Brasil, no Complexo da Maré.
Surgiu ao final da década de 1990 como uma escola alternativa para crianças e adolescentes com dificuldades de aprendizagem relacionados a traumas provocados pela convivência diária com a violência na comunidade, na família e nas ruas, por iniciativa da artista plástica Yvonne Bezerra de Mello. A mesma coordena o projeto para que jovens saiam da situação de risco social que se encontram. O projeto funciona como uma espécie de passagem para essas crianças e adolescentes com traumas psicológicos. 

## História
Em 1993 teve lugar no centro histórico da cidade do Rio de Janeiro a chamada Chacina da Candelária, em que 8 menores de rua foram assassinados por agentes policiais. Um dos sobreviventes do grupo à época, voltou a residir com a família em uma pequena favela, sob um viaduto no bairro de São Cristóvão.
A artista plástica Yvonne Bezerra de Mello, que atendera o menor após a chacina, acompanhou esse retorno vindo a conviver com outros moradores no local. Desse convívio nasceu o "Coqueirinho", instituição que, durante quatro anos, proveu alimentação e escolaridade para cerca de 80 crianças/dia na comunidade, e que se constituiu no embrião do Projeto Uerê.
Em 1997 a Prefeitura do Município do Rio de Janeiro removeu a favela ali existente para o Complexo da Maré. O Projeto Eurê acompanhou essa população, tendo permanecido instalado, até 1998, nos abrigos da Prefeitura naquele Complexo até ao assentamento definitivo daquela população na chamada "Baixa do Sapateiro".
O ano de 1998 marcou a confirmação do Uerê como uma Organização Não-Governamental (ONG) afirmando a sua atuação na defesa da proteção integral dos direitos da criança e dos adolescentes, com foco na prevenção. Na parte pedagógica especializou-se em crianças com traumas psicológicos causados por diversos tipos de violência, conduzindo a bloqueios e graves dificuldades de aprendizagem.
Desde então o Uerê tem vindo a ampliar o número de crianças atendidas, afirmando-se nos planos nacional e internacional como uma organização respeitada e uma escola-modelo no atendimento a crianças traumatizadas.
Em 2009 a pedagogia Uerê-Mello tornou-se política pública na rede de ensino do Município do Rio de Janeiro, em zonas conflagradas da cidade. Já em 2010 o projeto recebeu a primeira ajuda financeira vinda do Criança Esperança

## Alunos
As crianças e adolescentes  que chegam no projeto fazem parte de comunidades muito carentes, onde existe todo tipo de violência. Elas crescem em um local no qual tiros, assassinatos, conflitos e pobreza fazem parte do dia a dia de cada um. Dando uma margem, quase 80% das mães de alunos sofrem de violência doméstica.
Felizmente, com todo o sofrimento, a inteligência dos jovens não é afetada, mas mesmo assim seu poder de entendimento e interpretação acaba sendo afetado pela quantidade de traumas causados. Os casos são diversos, mas a grande maioria para de aprender e perde a memória com muita facilidade, além da concentração inexistente. Em casos mais extremos há perda da fala e de movimentos. Mesmo com tanta dificuldade, todos esses problemas tem cura e devem ser tratados, pois não são como um retardo mental, mas sim traumas não trabalhados a longo prazo.
O projeto tem como intuito tirar jovens das ruas, que muitas vezes são impulsionados por adultos para pedir dinheiro, caso contrário se não cumprirem acabam apanhando. Além disso todos os professores tentam fazer do ambiente um lugar seguro, confortável e feliz para todos que o frequentam. Ao atingirem 15 anos todos os alunos ganham estágios, levando assim a terem contato com suas próprias responsabilidades.
Todos os dias são recebidos e a primeira coisa a se fazer uma ginástica cerebral, já em seguida os professores seguem com conversas sobre notícias da cidade e desabafo dos alunos sobre suas vidas pessoais./

## Equipe
A Fundadora e Coordenadora Executiva Yvonne Bezerra de Mello é auxiliada pela Presidente Luciana Campos Ramos Martha e sua Vice Andréa Lucia Löfgren. A equipe também é composta por tesoureiros, uma secretária, conselheiros fiscais e consultivos.

## A Fundadora/A Fundação
Nascida no Rio de Janeiro nos anos 50, formada em Fiologia e Linguistica, Yvonne de Mello foi a criadora da pedagogia Uerê-Mello. A mesma tem como objetivo tratar traumas psicológicos de crianças e adolescentes que vivem em comunidades carentes. Tal metodologia é tão eficaz e pioneira que já foi aplicada não só no Brasil como em países como a Angola, Etiópia, Quênia e Tanzânia.
Yvonne começou a ter relação com a caridade quando tinha 12 anos de idade e resgatou um bebê abandonado em um banheiro por uma prostituta que tinha acabado de dar a luz, que mais tarde se tornou seu irmão adotivo. A fundadora do projeto é sujeita a diversos comentários como dizendo que ela educa bandidos para matarem a classe média, mas ela rebate dizendo que educa os garotos da favela para poderem competir com garotos da zona sul do Rio.
Metodologia chamada de “Psicologia do Trauma” tem como objetivo começar o dia na ONG fazendo com que os jovens se expressem e falem sobre tudo que ocorre na comunidade, para que assim possam libertam aquilo dentro deles mesmos. Durante o dia todo são usadas 11 etapas dessa metodologia, cada uma com duração de aproximadamente 20 minutos, para que os alunos não percam a atenção e assim consigam aprender matemática, história, português, idiomas e outras matérias.
Depois de muitas dificuldades, como o falecimento de 336 crianças (oito delas na Chacina da Candelária), a ONG segue com muita força alcançando o número de mais de 2.250 já beneficiados.